# 북부수마트라코뿔소
북부수마트라코뿔소(Northern Sumatran rhinoceros)는 수마트라코뿔소의 가장 광범위한 아종으로, 본토 아시아에 서식하는 것으로 알려진 아종 중 유일하게 알려진 아종이 인도네시아 섬에 살고 있다.
20세기 초에 여러 번 멸종된 것으로 공식 선언되었지만, 미얀마나 말레이시아 반도 같은 야생에서 여전히 적은 수의 개체가 존재할지 모른다고 보고되었다. 2008년 기준으로, IUCN에 의해 "영구적으로 멸종위기에 처한" 것으로 간주되었다.

## 분류학

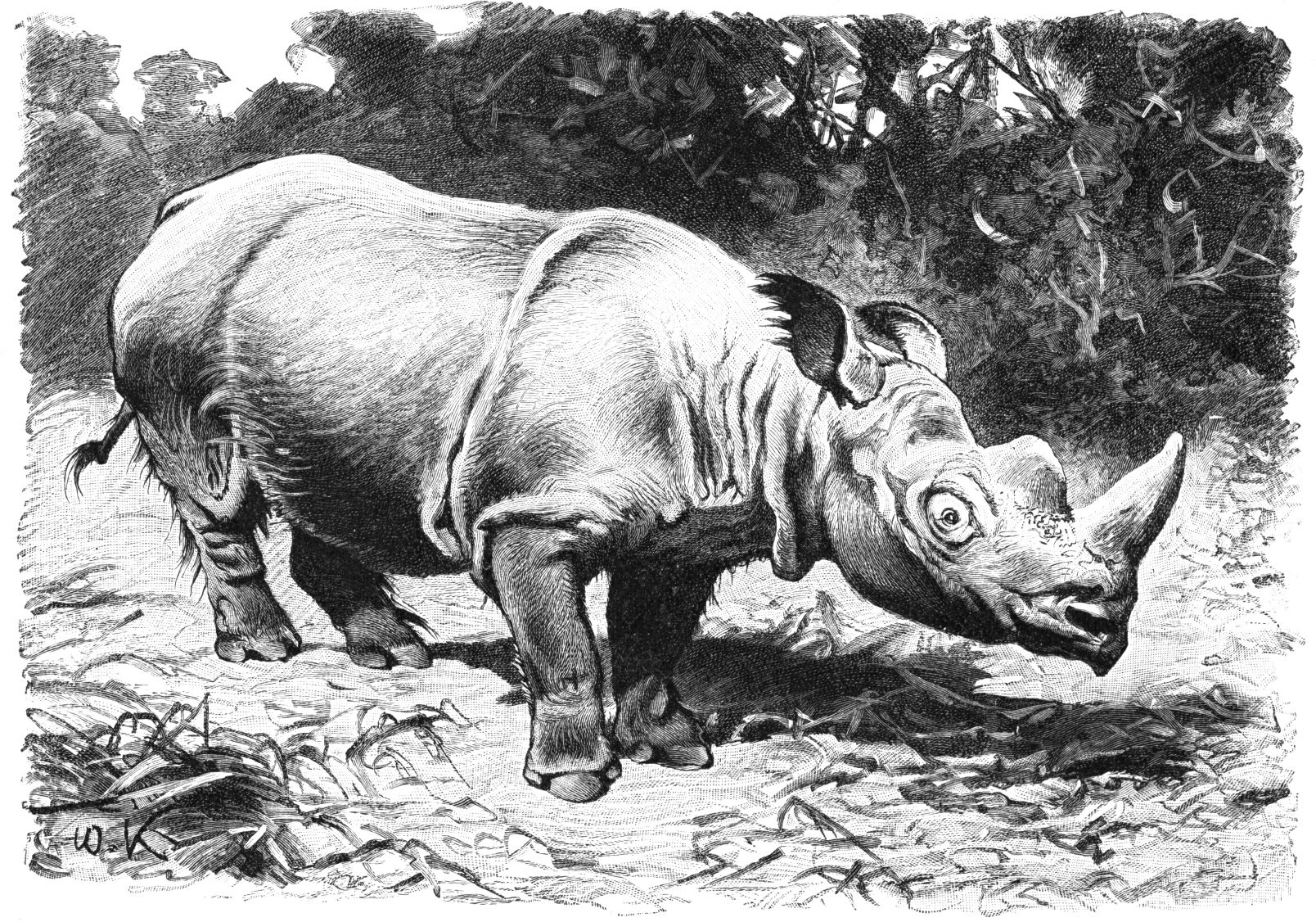
1927년 빌헬름 쿠네르트가 그린 북부수마트라코뿔소의 모습

수마트라코뿔소의 본토 아종은 디케로리누스 수마트레네시스 라시오티스(Dicerorhinus sumatrensis lasiotis)를 받았다. 라시오티스의 이름은 북부수마트라코뿔소의 귀에는 놀랍게도 더 긴 털이 있기 때문에 그리스어에서 유래되었다. 북부수마트라 아종은 이러한 이유로 귀머거리수마트라코뿔소(Hairy-eared Sumatran rhinoceros) 또는 귀고리코뿔소(Ear-fringed rhinoceros)라고도 불렸다.
디케로리누스 수마트라트렌시스 라시오티스 표본을 인도네시아의 비슷한 지명인 디케로리누스 수마트라트렌시스 표본과 별개의 아종으로 간주해야 하는지에 대한 논쟁이 있었다. 그러나 북부수마트라코뿔소가 훨씬 더 크고 귀에 특이하게 긴 털이 있으며 뿔이 더 길고 크기 때문에 아종으로 남아 있었다.

## 묘사
북부수마트라코뿔소는 가장 큰 아종이다. 귀에는 털이 더 길고 뿔이 더 길다. 하지만, 이것은 서부수마트라코뿔소보다 몸에 털이 적을 수 있다.

## 서식지 및 분포
북부수마트라코뿔소는 열대 우림, 늪, 구름 숲, 정글, 초원에서 살았다. 또한 강이나 가파른 상부 계곡, 산 근처의 구릉지에서도 서식했다.
북부수마트라코뿔소는 수마트라코뿔소 중 가장 널리 퍼진 종이었다. 인도차이나반도와 인도 동부, 부탄의 히말라야 동부, 방글라데시부터 중국 북부의 네이멍구까지 분포했다. 북부수마트라코뿔소는 1920년대 인도, 방글라데시, 중국 등에서, 1997년 인도 북동부에서 다시 멸종된 것으로 선언되었지만, 미얀마의 타만티 야생동물 보호구역에 남아 있다고 한다. 비록 이 종은 1980년대에 미얀마에서 멸종된 것으로 선언되었지만, 수마트라코뿔소의 목격은 최근 여러 차례 보고되었다. 확인되지 않은 보고에 따르면 소수의 수마트라코뿔소가 미얀마에서 여전히 생존하고 있을지도 모르지만, 미얀마의 정치적 상황은 확인을 가로막고 있다.